# Гаврилів Посад
Гаври́лів Поса́д (рос. Гаврилов Посад) — місто в Івановській області Росії, адміністративний центр Гавриловопосадського району та центр Гавриловопосадського міського поселення.

## Географія
Місто розташоване на річці Ірмес (притока Нерлі-Клязьминської), за 85 км на південний захід від обласного центру міста Іваново. Через місто протікає річка Войміга, що є притокою річки Ірмес.
У місті є однойменна залізнична станція на лінії Москва — Александров — Бєльково — Іваново — Кінешма.
Місто знаходиться у природно-історичному районі Владимирського Опілля.

## Історія
Посад, як село Гаврилівське, згадується в Докінчанні (договорі) великого князя Московського Василя Васильовича з князем Дмитром Шемякою у 1434 році. Існує версія, що село засноване у XIII ст. і назване великим князем Владимирським Всеволодом Велике Гніздо на честь свого сина Святослава, який мав також християнське ім'я Гавриїл.
Посад був спочатку селищем палацового відомства, а у 1609 році називався государевою палацовою Гаврилівською слободою. За переписними книгами (1674—1677) в посаді була церква, каплиця, 42 лавки та 169 дворів.
Статус міста наданий імператрицею Катериною II у 1789 році, тоді ж слобода було перейменована у посад. На той час статус міста надавався поселенню, сукупний капітал купців якого перевищував 100 000 рублів.
Історія Гаврилівського Посаду та навколишніх селищ тісно пов'язана з палацовим кінним заводом, за переказами, заснованим за часів Івана Грозного. Перша письмова згадка про завод є у писцевих книгах Гаврилівської слободи за 1632—1633 роки, але перша непряма згадка про государеву стайню в Гаврилівській слободі відноситься до 1587 року.
У 1860 році в Гаврилівському Посаді було 735 купців і 980 міщан, гостиний двір, 12 крамниць, тощо. У 1883 році жителів було 1907, 382 будинки, 3 церкви, 1 каплиця, 1 шкіряний завод, 1 міткалева фабрика з оборотом понад 70 тис. руб. на рік, 2 ситцеві фабрики з оборотом понад 300 тис. руб. На цих фабриках та заводах працювало 153 чол. Притулок, богадільня та парафіяльне училище. Адміністративно посад належав до Суздальського повіту Владимирської губернії.
У 1941 році в Гавриловім Посаді розміщувався Державний племінний конярський розплідник Наркомзему СРСР за породами брабансон та клейдесдаль.

## Історичні пам'ятки
Історія міста тісно пов'язана з палацовим кінним заводом, що виник тут ще за Івана Грозного. Будівля конезаводу, що збереглася, — чудова пам'ятка архітектури епохи імператриці Катерини II. Стіни цієї будівлі пам'ятають і гусарів, і каторжників, які прямували до Сибіру. У середині XX століття на Державному кінному заводі було виведено нову породу коней — владимирський ваговоз.
Іллінське подвір'я: Іллінська церква (пам'ятка архітектури XVII—XVIII століть з фасадним карнизом, декорованим унікальними кахлями ручної роботи) та Нікольська церква з дзвіницею, яку видно з усіх точок міста.